# Il buon samaritano
Il buon samaritano (Good Sam) è un film del 1948 diretto da Leo McCarey.

## Trama
Sam Clayton è sempre pronto ad aiutare il prossimo che rischia di finire in bancarotta. I soldi per comprare un nuovo appartamento li ha prestati. Il ricavato di una festa di beneficenza gli viene rubato mentre sta per versarlo in banca. E la banca poi, non si fida a fargli un prestito. Così facendo impegola sé e la sua famigliola in una serie di situazioni da cui è sempre più difficile uscire. Ma la moglie è innamorata e paziente. Sopporterà tutte le traversie che la dabbenaggine del consorte farà ricadere sulla loro casa.